# 神奈川県道212号久里浜港線
神奈川県道212号久里浜港線（かながわけんどう212ごう くりはまこうせん）は、神奈川県横須賀市南部の沿岸部を走る一般県道である。久里浜港と野比の国道134号交点を結ぶ。金田湾沿岸の区間は下浦海岸通りとも呼ばれる。
浦賀水道に面し、横須賀市久里浜と野比の間に突き出す半島を周回するような形の路線である。起点から南進し、千駄ヶ崎トンネルを抜けて金田湾側へ出ると西へ方向を変えて終点に至る。

## 路線データ
- 全長：3.5km
- 起点：横須賀市久里浜8丁目 久里浜港（神奈川県道211号久里浜港久里浜停車場線接続）
- 終点：横須賀市野比2丁目 野比交差点（国道134号接続）
- Google マップ

## 地理

### 通過する自治体
- 神奈川県横須賀市

### 周辺
両端部は住宅地を通るが、中央部の沿線は民家が少ない。
- 横須賀火力発電所
- 久里浜医療センター
- 筑波大学附属久里浜特別支援学校
- 港湾空港技術研究所
- 京急久里浜線 YRP野比駅

## 崩落事件
- 2007年（平成19年）9月7日 付近を通過した台風9号による高波で海岸側の護岸が約60メートルにわたって崩落した。
- 2017年2月23日、野比5丁目において護岸が崩落し、歩道が37メートルにわたり、また車道が11.5メートルにわたり陥没した。片側通行規制により対応。現場の道路は砂浜より約10メートル上。横須賀土木事務所は、高波の影響との見解を示した。[1]